# Danny Drinkwater
Daniel Noel „Danny“ Drinkwater (* 5. März 1990 in Manchester) ist ein ehemaliger englischer Fußballspieler.

## Karriere

### Verein

#### Anfänge
Drinkwater durchlief die Jugendakademie von Manchester United. Im Jahr 2009 unterschrieb er einen Profivertrag bei dem von Alex Ferguson trainierten Verein. Da seine Einsatzchancen in der hochklassig besetzten Mannschaft sehr gering waren, wechselte der 19-Jährige Mitte August 2009 bis zum Ende der Saison 2009/10 zum Drittligisten Huddersfield Town. Dort wurde er schnell Stammspieler im zentralen Mittelfeld und kam auf 33 Ligaeinsätze (27-mal von Beginn), in denen er 3 Tore erzielte. Seine Mannschaft belegte am Saisonende den 6. Platz, scheiterte jedoch in der ersten Play-off-Runde am späteren Aufsteiger FC Millwall.
Zur Saison 2010/11 wurde Drinkwater an den Zweitligisten Cardiff City weiterverliehen, der in der Vorsaison nur knapp den Aufstieg in die Premier League verpasst hatte. Da Drinkwater mit 9 Ligaeinsätzen (7-mal von Beginn) nicht wie erhofft zum Einsatz gekommen war, beendete Manchester United das Leihgeschäft Ende Januar 2011 vorzeitig und verlieh ihn innerhalb der Championship an den FC Watford weiter. Dort kam der zentrale Mittelfeldspieler bis zum Saisonende zu 12 Ligaeinsätzen (3-mal von Beginn).
Im Sommer 2011 kehrte der 21-Jährige zunächst zu Manchester United zurück. Nach einem Einsatz für die Reserves wechselte er auf Leihbasis zum Zweitligisten FC Barnsley. Dort konnte sich Drinkwater als Stammspieler etablieren und kam bis Mitte Januar 2012 auf 17 Ligaeinsätze (16-mal von Beginn), in denen er ein Tor erzielte.

#### Durchbruch in Leicester
Mitte Januar 2012 wechselte Drinkwater innerhalb der Football League Championship zu Leicester City. Bis zum Ende der Saison 2011/12 kam er 19-mal (13-mal von Beginn) in der Liga zum Einsatz und erzielte 3 Tore. In der Saison 2012/13 war Drinkwater unumstrittener Stammspieler und kam in 42 Ligaspielen (41-mal von Beginn) zum Einsatz, in denen er ein Tor erzielte. In der Saison 2013/14 folgten 45 Ligaeinsätze (43-mal von Beginn), in denen er 7 Tore zur Zweitligameisterschaft und Aufstieg in die Premier League beitrug.
In der Saison 2014/15 erreichte Leicester City im Tabellenmittelfeld den Klassenerhalt. Drinkwater kam dabei 23-mal zum Einsatz. Zur Saison 2015/16 übernahm Claudio Ranieri die Mannschaft. Unter ihm gehörte Drinkwater mit 35 Ligaeinsätzen (alle von Beginn) und 3 Toren in einem 4-4-2-System neben Kasper Schmeichel (Tor), Danny Simpson (Rechtsverteidiger), Wes Morgan, Robert Huth (beide Innenverteidiger), Christian Fuchs (Linksverteidiger), N’Golo Kanté (6er neben Drinkwater), Riyad Mahrez, Marc Albrighton (beide Flügel), Shinji Okazaki und Jamie Vardy (beide Sturm) zu den Säulen der Mannschaft, die sensationell englischer Meister wurde.
In der Saison 2016/17 zählte Drinkwater erneut zum Stammpersonal und kam in allen 10 Spielen seiner Mannschaft in der Champions League zum Einsatz.

#### FC Chelsea

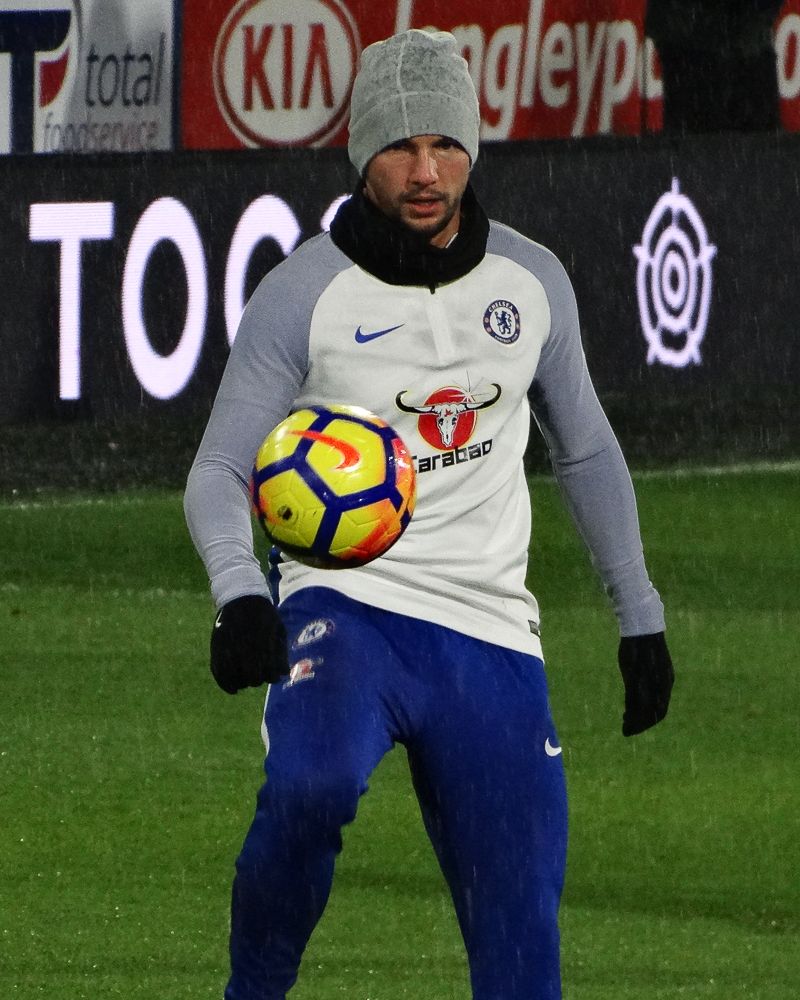
Drinkwater beim FC Chelsea, 2017

Anfang September 2017 wechselte der 27-Jährige zum amtierenden Meister FC Chelsea, bei dem er einen Vertrag bis zum 30. Juni 2022 unterschrieb. Unter Antonio Conte konnte sich Drinkwater allerdings nicht durchsetzen und kam in der Saison 2017/18 nur 12-mal (5-mal von Beginn) in der Liga zum Einsatz, wobei ihm ein Tor gelang. Zudem steuerte er 4 Einsätze zum Gewinn des FA Cups bei.
Zur Saison 2018/19 übernahm Maurizio Sarri die Mannschaft. Unter dem Italiener kam Drinkwater lediglich zu einem Einsatz bei der Niederlage im FA Community Shield gegen Manchester City. Sarri nominierte den Engländer zudem nicht für die Europa League, die der FC Chelsea in dieser Spielzeit gewann.

#### Leihstationen
Kurz vor dem Beginn der Saison 2019/20 wechselte Drinkwater bis zum 6. Januar 2020 auf Leihbasis zum FC Burnley.
Nach einem Ligaeinsatz wurde Drinkwater nach Ablauf der Leihe direkt an den Ligakonkurrenten Aston Villa weiterverliehen. Dort brachte er es bis zum Saisonende noch auf 4 Einwechslungen in der Liga.
Im Sommer 2020 kehrte der 30-Jährige zum FC Chelsea zurück, wurde vom Cheftrainer Frank Lampard jedoch aus dem Profikader aussortiert und musste fortan mit der U23 trainieren. Er kam zu 3 Einsätzen in der Premier League 2, wobei er in seinem letzten Einsatz nach einer Rudelbildung die Rote Karte sah.
Mitte Januar 2021 wechselte Drinkwater bis zum Ende der Saison 2020/21 zum türkischen Erstligisten Kasımpaşa Istanbul. Dort kam er 11-mal in der Süper Lig zum Einsatz.
Zur Sommervorbereitung 2021 kehrte Drinkwater zum FC Chelsea zurück und trainierte unter Thomas Tuchel wieder mit der Profimannschaft. Ende August 2021 wechselte er bis zum Ende der Saison 2021/22 auf Leihbasis zum Zweitligisten FC Reading.

### Nationalmannschaft
Am 17. März 2016 wurde Drinkwater vom englischen Nationaltrainer Roy Hodgson für Testspiele gegen Deutschland und gegen die Niederlande erstmals für die englische Nationalmannschaft nominiert. Am 29. März 2016 kam er beim 1:2 im Spiel gegen die Niederlande in London zu seinem ersten A-Länderspiel, als er sechs Minuten vor dem Spielende für Eric Dier eingewechselt wurde.

## Erfolge
- Englischer Meister: 2016
- FA-Cup-Sieger: 2018
- Meister der Football League Championship und Aufstieg in die Premier League: 2014